# Claire McCaskill
Claire McCaskill, född 24 juli 1953 i Rolla i Missouri, är en amerikansk jurist och demokratisk politiker. Hon var ledamot av USA:s senat från Missouri år 2007 till 2019, efter att ha besegrat den sittande senatorn Jim Talent i kongressvalet 2006. Hon är den tredje kvinnan som har besegrat en sittande ledamot av USA:s senat efter Debbie Stabenow och Maria Cantwell.
McCaskill kandiderade till omval 2018, men blev besegrad av republikanen Josh Hawley. På valdagen, fick Hawley 51,5 procent av rösterna mot McCaskills 45,5 procent.

## Biografi
McCaskill tillbringade sin tidiga barndom i den lilla Missouristaden Houston, senare flyttade hon till Lebanon, och så småningom till Columbia. McCaskill gick på David H. Hickman High School i Columbia, där hon var en cheerleader, Pep klubb president, medlem av debattklubben, musikalrollsinnehavare och baldrottning.
Hennes mor Betty Anne var den första kvinnan att bli invald i stadsfullmäktige i Columbia i Missouri. Modern kandiderade också till delstatens lagstiftande församling men förlorade mot Leroy Blunt, farfadern till Missouris tidigare guvernör Matt Blunt.
McCaskill avlade 1975 en kandidatexamen (B.A.) i statsvetenskap och 1978  juristexamen (J.D.) vid University of Missouri-Columbia.

## USA:s senat
I oktober 2017, mitt i en uppståndelse av nyhetsrapporter om sexuella övergrepp av politiker och andra kändisar, sa McCaskill på Meet the Press att medan hon tjänstgjorde i delstatsförsamlingen, hade hon bett talmannen att diskutera ett lagförslag som hon sponsrade. "Och jag förklarade lagförslaget som jag hade, och hade han några råd till mig om hur jag kunde få ut det ur utskottet?" sa McCaskill. "Och han tittade på mig, pausade, och sa, "Tja, tog du med dig knäkuddarna?"

### Senatsvalet i Missouri 2018
Våren 2018 meddelade McCaskill att hon kandiderar för en tredje mandatperiod. Den 27 juli 2018 rapporterade The Daily Beast att Microsoft hade upptäckt att i september 2017 hade GRU-hackare försökt spoofinghackat hennes medhjälpares e-post i ett försök att rikta sig till hennes kandidatinsatser.

## Politiska positioner
Under 2012 namngavs McCaskill av National Journal som en av de tio mest "moderata" senatorerna. The Washington Post rapporterade 2012 att hon var den näst mest sannolika demokratiska senatorn att rösta emot sitt parti. Enligt FiveThirtyEight hade McCaskill under 2017 och 2018 röstat i linje med president Donald Trumps positioner i 45,8 procent av fallen.

## Privatliv
Claire McCaskill skilde sig 1995 från sin första make David Exposito. Exmaken hittades 2005 mördad i Kansas City. Expositos mord har aldrig lösts.
Claire McCaskill hade gift om sig 2002 med affärsmannen Joseph Shepard. Hon har en son och två döttrar från det första äktenskapet. Hon är katolik av irländsk härkomst.